# Panzerregiment 2
Het Panzerregiment 2 was een Duits tankregiment van de Wehrmacht tijdens de Tweede Wereldoorlog.

## Krijgsgeschiedenis

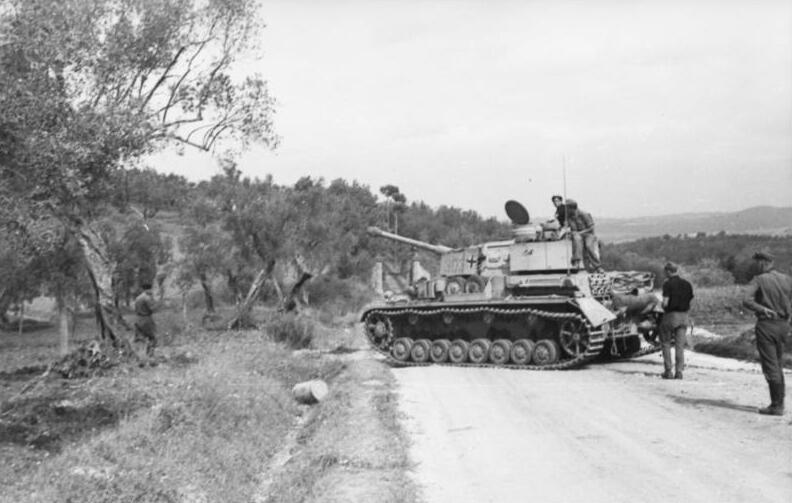
Een PzKw IV van het regiment in Italië in 1943

Panzerregiment 2 werd opgericht op 15 oktober 1935 in Eisenach in Wehrkreis IX uit Reiterregiment 7.
Het regiment maakte bij oprichting deel uit van de 1e Pantserdivisie. Vanaf 20 oktober 1940 ging het regiment over naar de 16e Pantserdivisie. Met deze divisie ging het regiment ten onder in februari 1943 in de omsingeling rond Stalingrad.
Op 17 februari 1943 werd het regiment opnieuw opgericht in Frankrijk en viel opnieuw onder de (nieuwe) 16e Pantserdivisie. Op 4 maart 1945 werd de Pz.Abt. Jüterbog in het regiment ingelijfd.
Het regiment capituleerde (met de rest van de divisie) in Moravië-Silezië op 8 mei 1945. Delen redden zich naar het westen (Amerikaanse troepen), de meeste gingen in Sovjet-gevangenschap.

## Samenstelling bij mobilisering
- I. Abteilung met 3 compagnieën (1, 2, 4)
- II. Abteilung met 3 compagnieën (5, 6, 8)

## Wijzigingen in samenstelling
Op 28 mei 1942 werd het regiment versterkt met een III. Abt. door omdopen en invoegen van II./Pz.Rgt. 10.

In februari 1943 werd het regiment opnieuw opgericht met eerst twee Abteilungen met elk 4 compagnieën (I.: 1-4, II.: 5-8). Op 31 maart werd ook een III. Abt. opgericht (III.: 9-12).

Op 25 augustus 1943 werd de I. Abt. omgevormd tot een Panther-Abteilung. 

Op 12 november 1943 werd de III. Abt. omgevormd tot een Sturmgeschütz-Abteilung.

De II. Abt werd al op 4 augustus 1944, maar definitief op 20 september 1944 uit het regiment gehaald en kreeg separate bestemmingen.

Op 4 maart 1945 werd de Pz.Abt. Jüterbog (Pantserdivisie Jüterbog) in het regiment ingelijfd, waarna het regiment uit twee Abteilungen bestond.

## Opmerkingen over schrijfwijze
- Abteilung is in dit geval in het Nederlands een tankbataljon.
- II./Pz.Rgt. 2 = het 2e Tankbataljon van Panzerregiment 2

## Commandanten
| Rang           | Naam                               | Begin             | Eind               |
| -------------- | ---------------------------------- | ----------------- | ------------------ |
| Oberstleutnant | Heinrich von Prittwitz und Gaffron | 20 oktober 1935   | 1 oktober 1938     |
| Oberstleutnant | Karl Keltsch                       | 1 oktober 1938    | 1 maart 1940       |
| Oberstleutnant | Hero Breusing                      | 1 maart 1940      | 1 mei 1940         |
| Oberstleutnant | Rudolf Sieckenius                  | 1 mei 1940        | december 1942      |
| Oberst         | Graf Schimmelpfennig               | december 1942     | 2 februari 1943    |
|                |                                    |                   |                    |
| Oberst         | Heinrich Becker                    | 15 maart 1943     | 1 april 1943       |
| Oberst         | Baron von Holtey                   | 1 april 1943      | 23 september 1943  |
| Oberstleutnant | Stenkhoff                          | 23 september 1943 | eind november 1943 |
| Oberst         | Ernst Collin                       | 4 december 1943   | 10 januari 1945    |
| Hauptman       | Wilhelm Leo von Caprivi            | 10 januari 1945   | 14 januari 1945 †  |
| Oberst         | Ernst Collin                       | 26 januari 1945   | 24 maart 1945 †    |
| Oberstleutnant | Ferdinand Edler von der Planitz    | 1 april 1945 (?)  | 15 april 1945 †    |
| Major          | Gehrke                             | april 1945        |                    |

Hauptman von Caprivi nam tijdelijk waar voor Oberst Collin. Tussen 14 en 26 januari was er geen sprake meer van een regiment. Grote delen waren op 14 januari vernietigd, en resten vonden op 26 januari weer aansluiting aan de Duitse linies, waar Oberst Collin de aanwezige delen verenigde. Oberts Collin sneuveld bij Roben, zijn opvolger Oberstleutnant von der Planitz viel drie weken later bij Ratibor.
Panzerregiment 1 · Panzerregiment 2 · Panzerregiment 3 · Panzerregiment 4 · Panzerregiment 5 · Panzerregiment 6 · Panzerregiment 7 · Panzerregiment 8 · Panzerregiment 9 · Panzerregiment 10 · Panzerregiment 11 · Panzerregiment 15 · Panzerregiment 16 · Panzerregiment 17 · Panzerregiment 18 · Panzerregiment 21 · Panzerregiment 22 · Panzerregiment 23 · Panzerregiment 24 · Panzerregiment 25 · Panzerregiment 26 · Panzerregiment 27 · Panzerregiment 28 · Panzerregiment 29 · Panzerregiment 31 · Panzerregiment 33  · Panzerregiment 35 · Panzerregiment 36 · Panzerregiment 39 · Panzerregiment 69 · Panzerregiment 80 · Panzerregiment 100 · Panzerregiment 101 · Panzerregiment 102 · Panzerregiment 116 · Panzerregiment 118 · Panzer-Lehr-Regiment 130 · Panzerregiment 201 · Panzerregiment 202 · Panzerregiment 203 · Panzerregiment 204 · Schweres Panzer-Regiment Bäke · Panzerregiment Brandenburg · Panzerregiment Coburg · Panzerregiment Feldherrnhalle · Panzerregiment Feldherrnhalle 2 · Panzerregiment Hermann Göring · Panzerregiment Großdeutschland · Panzerregiment Kurmark · Panzerregiment von Lauchert · Panzerregiment Major Rettemeier · Fallschirm-Panzerregiment 1 · Fallschirm-Panzerregiment 21 · SS-Panzerregiment 1 LSSAH · SS-Panzerregiment 2 · SS-Panzerregiment 3 · SS-Panzerregiment 5 · SS-Panzerregiment 9 · SS-Panzerregiment 10 · SS-Panzerregiment 11 · SS-Panzerregiment 12